# Гросшартнер, Феликс
Феликс Гросшартнер (нем. Felix Großschartner; род. 23 декабря 1993 в Вельсе, Австрия) — австрийский профессиональный  шоссейный велогонщик, выступающий с 2018 года в немецкой команде мирового тура «Bora-Hansgrohe».

## Достижения
2012
1-й этап (КГ) Тур Секлерланда
2013
3-й Трофей Истрии
2014
1-й Трофей Виченцы
1-й Этап 2 Джиро Фриули — Венеции-Джулии
3-й Чемпионат Австрии U23 в групповой гонке
2018
Чемпионат Австрии 
2-й Групповая гонка
3-й Индивидуальная гонка
10-й Париж — Ницца
2019
1-й  Тур Турции
1-й на этапе 5
4-й Тур Романдии
5-й Вуэльта Сан-Хуана
8-й Тур Калифорнии

## Статистика выступлений

### Гранд-туры
| Гонка           | 2017 | 2018 |
| --------------- | ---- | ---- |
| Джиро д'Италия  | 78   | 27   |
| Тур де Франс    | —    | —    |
| Вуэльта Испании | —    |      |

| — | Не участвовал |